# Österreichische Bibliothek (Insel)

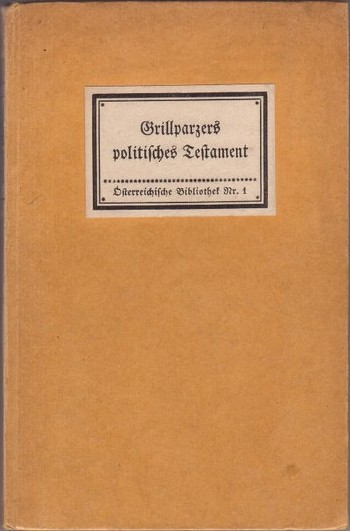
ÖB 1, Hugo v. Hofmannsthal (Hrsg.): Grillparzers politisches Testament

Die Österreichische Bibliothek ist eine von 1915 bis 1917 als Seitenstück zur Insel-Bücherei im Leipziger Insel Verlag erschienene Buchreihe mit österreichischer Thematik.

## Editionsgeschichte
Bereits mitten im Ersten Weltkrieg – und damit wohl auch als ein kleines Symbol des Kriegsbündnisses zwischen dem Deutschen Reich und dem Österreichischen Kaiserreich – erschien 1915 mit dem Titel Grillparzers politisches Testament das erste Bändchen einer neuen Buchreihe des Insel Verlags, die als Österreichische Bibliothek (ÖB) von Hugo von Hofmannsthal als Seitenstück zur Insel-Bücherei herausgegeben wurde. Es gehörte zur ersten Serie der Reihe mit sechs Bändchen und wurde im Börsenblatt für den Deutschen Buchhandel am 30. Juli 1915 angekündigt. Die zweite und dritte Serie mit jeweils weiteren sieben Bändchen kamen dann am 23. November 1915 und am 10. Juni 1916 in den Buchhandel.
Der Verleger Anton Kippenberg wollte die Reihe bereits nach der dritten Serie einstellen, jedoch führte die Intervention seiner Ehefrau, Katharina Kippenberg, zu einer Fortsetzung der Reihe bis zur vierten mit nochmals sechs Bändchen, die knapp vor dem 30. Mai 1917 ausgeliefert wurde.
Hofmannsthal, der bereits eine fünfte Serie vorbereitet hatte, reagierte danach auf eine Offerte von Katharina Kippenberg zur Fortsetzung der Reihe für den Fall einer von ihm erfolgenden Papierbeschaffung nicht mehr, da sein Interesse an der Fortführung dieses Projekts angesichts der Bürde der notwendigen Papierbeschaffung nicht mehr groß genug war. So endete die mit einem so umfangreichen Editionsplan Hofmannsthals gestartete Österreichische Bibliothek bereits nach zwei Jahren mit dem Titel Schubert im Freundeskreis (ÖB 26). Die Hauptgründe waren mangelnde personelle Kapazitäten im Verlag, kriegsbedingt gestiegene Druckkosten, die nicht über den Verkaufspreis weitergegeben werden konnten, und vor allem das Fehlen ausreichender Verkaufszahlen.
Nicht zuletzt durch die infolge des Versailler Vertrages entstandenen politischen Veränderungen in Österreich und Deutschland, den Hauptabsatzgebieten für diese Reihe, verringerte sich nach dem Krieg der schleppende Absatz dieser Buchreihe weiter derart, dass die Restbestände schließlich verbilligt als Broschur verkauft werden mussten. Fünf Titel, die Kippenberg als für das Verlagskonzept der Insel-Bücherei geeignet einschätzte, wie „Abraham von Santa Clara, Auswahl aus seinen Schriften“ (ÖB 8), die von Stefan Zweig herausgegebenen „Briefe an Sophie Löwenthal“ von Nikolaus Lenau (ÖB 16) oder Adalbert Stifters „Briefe“ (ÖB 22), wurden in diese mit deren Ausstattung übernommen.

## Inhalt
Die Entstehung der Reihe stand in engem Zusammenhang mit dem durch den Ersten Weltkrieg wieder stärker in den Blickpunkt der österreichischen Politik gerückten (deutsch-österreichischen) Nationalgedanken, der aufgrund der extrem differenzierten ethnischen Zusammensetzung des Volkes im Österreichischen Kaiserreich kaum zu umfassender Präsenz im ganzen Lande gelangen konnte und den Hofmannsthal mit dieser in deutscher Sprache gehaltenen Reihe stärken wollte.
So plante er ausweislich der von ihm verfassten achtseitigen Vorankündigung zu dieser Reihe (siehe auch Abbildungen oben) einen repräsentativen Querschnitt insbesondere durch Österreichs Geschichte und sein Geistesleben im weitesten Sinne.
Es sollten neben mittelalterlichen Stadtchroniken von St. Pölten und Steyr, Briefwechseln (Theodor Billroth), Tagebücher (Ernst von Feuchtersleben) und Äußerungen bedeutender österreichischer Persönlichkeiten aus Wissenschaft (Paracelsus), Kunst, Religion (Nikolaus von Kues), Politik (Johann Philipp von Stadion) und Militärwesen (Prinz Eugen) sowie Abhandlungen über die geographische und ethnische Vielfalt der Doppelmonarchie (Chronik des Landes Böhmen von Hagecius) auch Werke der Lyrik und der kleinen Prosa von österreichischen Autoren (Johann Nestroy, Ferdinand Raimund oder Marianne von Willemer) allerdings zumeist des 19. Jahrhunderts und früher, erscheinen. Durch die frühzeitige Einstellung der Reihe konnte jedoch nur ein Bruchteil des Themenkreises realisiert werden:
| ÖB- Nr. | Autor                                                                         | Titel                                                     | Seiten | Ausgabejahr Auflage in Tausend | Titelschildfarben | Restbroschur / Übernahme in die IB |
| 1       | Hugo von Hofmannsthal (Auswahl und Nachwort)                                  | Grillparzers politisches Vermächtnis                      | 62     | 1915 1.–10.                    | schwarz/weiß      | Broschur                           |
| 2       | Max Mell (Auswahl und Nachwort)                                               | Heldentaten der Deutschmeister 1697–1914                  | 56     | 1915 1.–10.                    | schwarz/weiß      | Broschur                           |
| 3       | Heinrich Friedjung                                                            | Custozza und Lissa                                        | 107    | 1915 1.–10.                    | schwarz/weiß      | Broschur                           |
| 4       | Franz Zweybrück (Auswahl und Nachwort)                                        | Bismarck und Österreich                                   | 112    | 1915 1.–10.                    | schwarz/weiß      | Broschur                           |
| 5       | Felix Braun (Auswahl und Nachwort)                                            | Audienzen bei Kaiser Joseph                               | 79     | 1915 1.–10.                    | schwarz/weiß      | Broschur                           |
| 6       | Otto Zoff (Auswahl und Nachwort)                                              | 1809. Dokumente aus Österreichs Krieg gegen Napoleon      | 89     | 1915 1.–10.                    | schwarz/weiß      | Broschur                           |
| 7       | Fürst Friedrich zu Schwarzenberg Helene Bettelheim-Gabillon (Hrsg.)           | Bilder aus Alt-Österreich                                 | 71     | 1915 1.–10.                    | schwarz/weiß      | Broschur                           |
| 8       | Abraham a Sancta Clara Richard von Kralik (Hrsg.)                             | Auswahl aus seinen Schriften                              | 87     | 1915 1.–10.                    | schwarz/weiß      | IB 90/2                            |
| 9       | Ludwig van Beethoven Felix Braun (Auswahl und Nachwort)                       | Beethoven im Gespräch                                     | 104    | 1915 1.–10.                    | schwarz/weiß      | - (Neuauflage: IB 346/2)           |
| 10      | Ernst Molden (Zusammenstellung)                                               | Radetzky. Sein Leben und sein Wirken                      | 76     | 1915 1.–10.                    | schwarz/weiß      | Broschur                           |
| 11      | Robert Michel                                                                 | Auf der Südostbastion unseres Reiches                     | 72     | 1915 1.–10.                    | schwarz/weiß      | Broschur                           |
| 12      | Anton Wildgans                                                                | Österreichische Gedichte 1914/1915                        | 41     | 1915 1.–10.                    | schwarz/weiß      | Broschur                           |
| 13      | Friedrich Eckstein (Auswahl und Einleitung)                                   | Comenius und die Böhmischen Brüder                        | 77     | 1916 1.–10.                    | schwarz/weiß      | IB 96/2                            |
| 14      | Max Mell (Auswahl)                                                            | Die österreichischen Lande im Gedicht                     | 81     | 1916 1.–10.                    | grün/schwarz/weiß | Broschur                           |
| 15      | Franz Grillparzer                                                             | Ein Bruderzwist in Habsburg. Trauerspiel in fünf Aufzügen | 103    | 1916 1.–10.                    | grün/schwarz/weiß | Broschur                           |
| 16      | Stefan Zweig (Hrsg.)                                                          | Nikolaus Lenau an Sophie Löwenthal                        | 83     | 1916 1.–6.                     | grün/schwarz/weiß | IB 101/2                           |
| 17      | Irma Hift (Hrsg.)                                                             | Prinz Eugen – Aus seinen Briefen und Gesprächen           | 51     | 1916 1.–10.                    | grün/schwarz/weiß | Broschur                           |
| 18      | Adam Müller-Guttenbrunn                                                       | Deutsches Leben in Ungarn                                 | 82     | 1916 1.–10.                    | grün/schwarz/weiß | Broschur                           |
| 19      | Walter von der Vogelweide Konrad Burdach (Auswahl) F. A. Hünich (Anmerkungen) | Gedichte und Sprüche in Auswahl                           | 64     | 1916 1.–10.                    | grün/schwarz/weiß | - (Neuauflage: IB 105/2)           |
| 20      | Wilhelm Bauer (Auswahl)                                                       | Briefe aus Wien                                           | 77     | 1916 1.–10.                    | grün/schwarz/weiß | Broschur                           |
| 21      | Paul Eisner (Übertragung)                                                     | Tschechische Anthologie. Vrchlický-Sova-Březina           | 100    | 1917 1.–10.                    | grün/schwarz/weiß | IB 106/2                           |
| 22      | Adalbert Stifter Richard Smekal (Auswahl)                                     | Adalbert Stifters Briefe                                  | 94     | 1917 1.–10.                    | grün/schwarz/weiß | IB 207/2                           |
| 23      | Ernst Molden (Auswahl und Nachwort)                                           | Ein österreichischer Kanzler: Der Fürst von Metternich    | 94     | 1917 1.–10.                    | grün/schwarz/weiß | Broschur                           |
| 24      | Max Pirker (Auswahl und Einleitung)                                           | Alpensagen                                                | 79     | 1917 1.–10.                    | grün/schwarz/weiß | Broschur                           |
| 25      | Josef Kallbrunner (Auswahl und Nachwort)                                      | Maria Theresia als Herrscherin                            | 48     | 1917 1.–10.                    | grün/schwarz/weiß | Broschur                           |
| 26      | Franz Schubert Felix Braun (Auswahl und Nachwort)                             | Schubert im Freundeskreis                                 | 87     | 1917 1.–10.                    | grün/schwarz/weiß | Broschur (Neuauflage: IB 168/2)    |

## Ausstattung
- Pappbände

Die Reihe entsprach in ihrer Ausstattung im Wesentlichen der Insel-Bücherei, hatte jedoch einheitlich schlichte gelbe Pappeinbände mit zunächst schwarz beschrifteten Titelschildern (Farben des Österreichischen Kaiserreichs). Ab ÖB 14 kam bei weiterhin schwarzer Schrift ein grüner Titelschildrahmen zur Verwendung, der die bisherige gestalterische Strenge etwas abmildern sollte, um die Attraktivität der Reihe für die Käufer zu erhöhen. Der Buchblock ist klammergeheftet.
- Broschuren

Die aufgrund ihrer spezifisch österreichischen Thematik nicht in die Insel-Bücherei übernommenen Restbestände einzelner Titel wurden mit einem roten Broschureinband, einem rot eingerahmten Titelschild und einem kleinen Rückenschild ohne Hinweis auf die Österreichische Bibliothek versehen verkauft, so dass sie nicht mehr ohne weiteres als Reihenbändchen erkennbar waren. Lediglich der auf einigen Seiten unten eingedruckte Bogenzähler wies die Reihenzugehörigkeit aus.

Einbandvarianten der Österreichischen Bibliothek
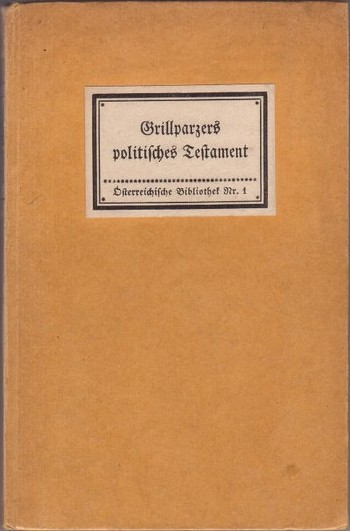
Pappband Schwarzes Titelschild ÖB 1, Hugo v. Hofmannsthal (Hrsg.): Grillparzers politisches Testament
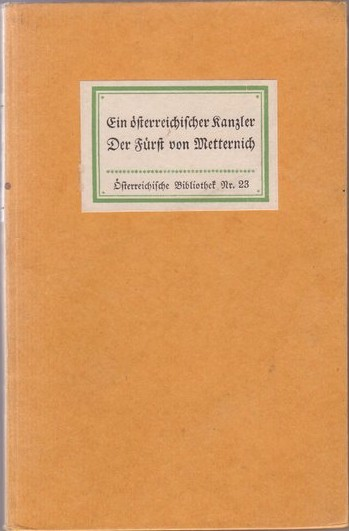
Pappband Grünes Titelschild ÖB 23, Ernst Molden: Ein österreichischer Kanzler. Der Fürst von Metternich
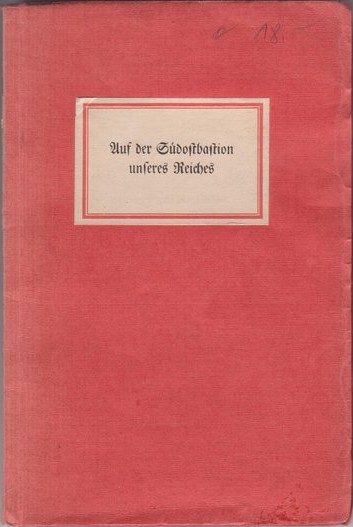
Broschur Rotes Titelschild ÖB 11, Robert Michel: Auf der Südostbastion unseres Reiches

Bei einigen Bänden, einschließlich der Broschüren, liegen Varianten der Texte auf dem Titel- und Rückenschild sowie dem Titelblatt vor.

## Verkaufspreis
Der Verkaufspreis der Bändchen betrug zunächst in Österreich 80 Heller und in Deutschland 60 Pfennige, war aber später aufgrund der bereits in den Kriegsjahren in Österreich und Deutschland einsetzenden Inflation deutlich gestiegen.

## EineÖsterreichische Büchereibei Verlagen in Österreich
Eine der Österreichischen Bibliothek von der thematischen Konzeption her ähnliche Buchreihe erschien unter dem Titel Österreichische Bücherei zwischen 1917 und 1938 bei nacheinander drei österreichischen Verlagen.

## DieÖsterreichische Bibliothekbeim Verlag Volk und Welt
Erst in der späten DDR-Zeit wurde vom Berliner Verlag Volk und Welt der ehemalige Insel-Reihenname noch einmal benutzt und, zu großen Teilen in Zusammenarbeit mit dem Böhlau Verlag Wien, eine aus 16 Ausgaben in 18 Bänden bestehende Reihe mit österreichischen Autoren auf den Weg gebracht. Als Auftakt erschien 1985 u. a. eine Auswahl von Aphorismen und Gedichten Karl Kraus’ aus der Zeit von 1903 bis 1933, die von Dietrich Simon herausgegeben wurde. Über diese Reihe gelang es dem Verlag, auch erstmals das psychoanalytische Werk Freuds von 1890 bis 1937, als "Essays", einem breiteren Publikum in der DDR zugänglich zu machen. Die 1988 erschienene dreibändige Ausgabe erlebte immerhin drei Auflagen bis 1990, als durch die deutsche Wiedervereinigung verlegerisch kein Raum mehr für eine Fortsetzung der Reihe gegeben war und sie nach der Edition noch von fünf neuen Titeln, dabei wieder Freud mit Die Traumdeutung, eingestellt wurde.